# Крёз (царь Лидии)

Лидийское царство при Крёзе

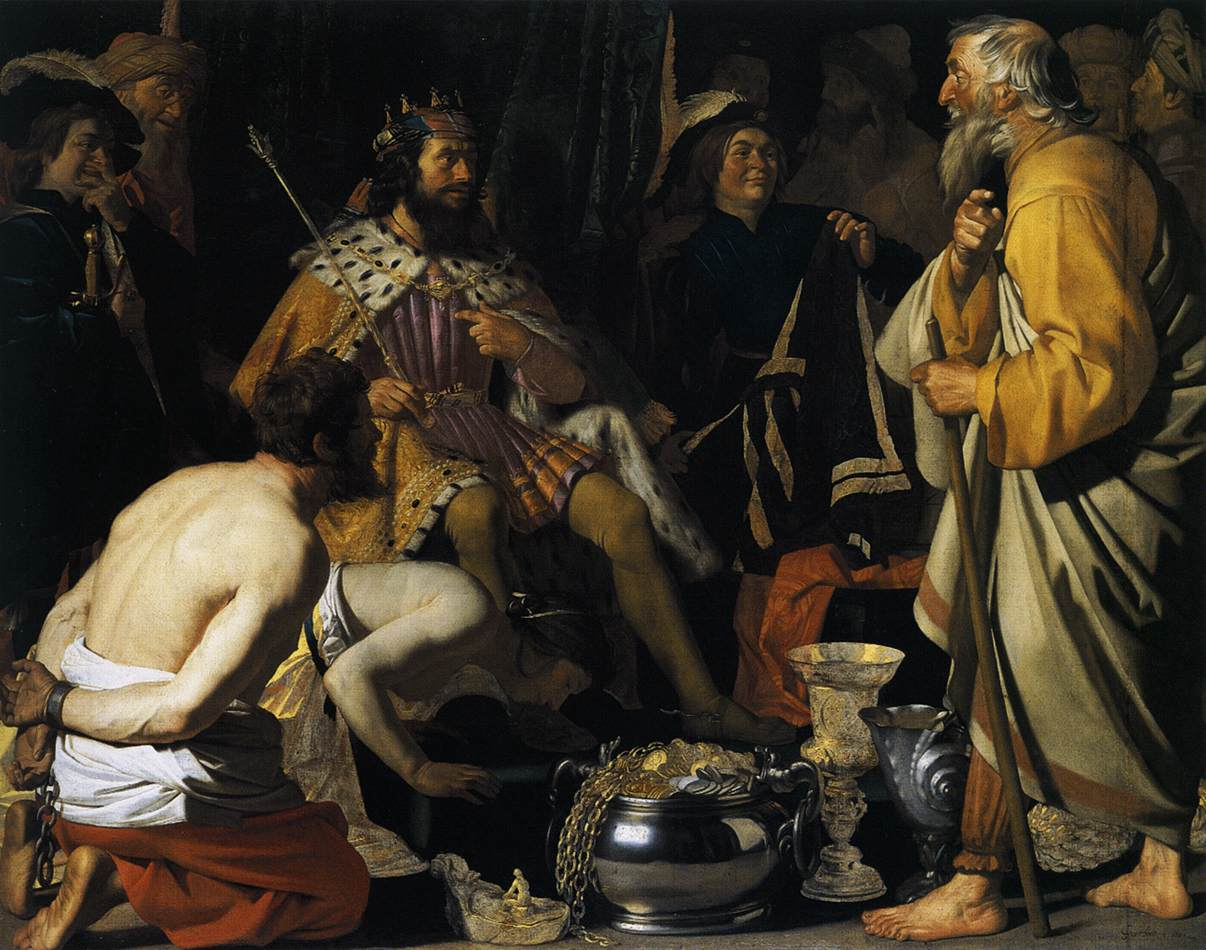
Г. Хонтхорст. «Солон и Крёз» (1624)

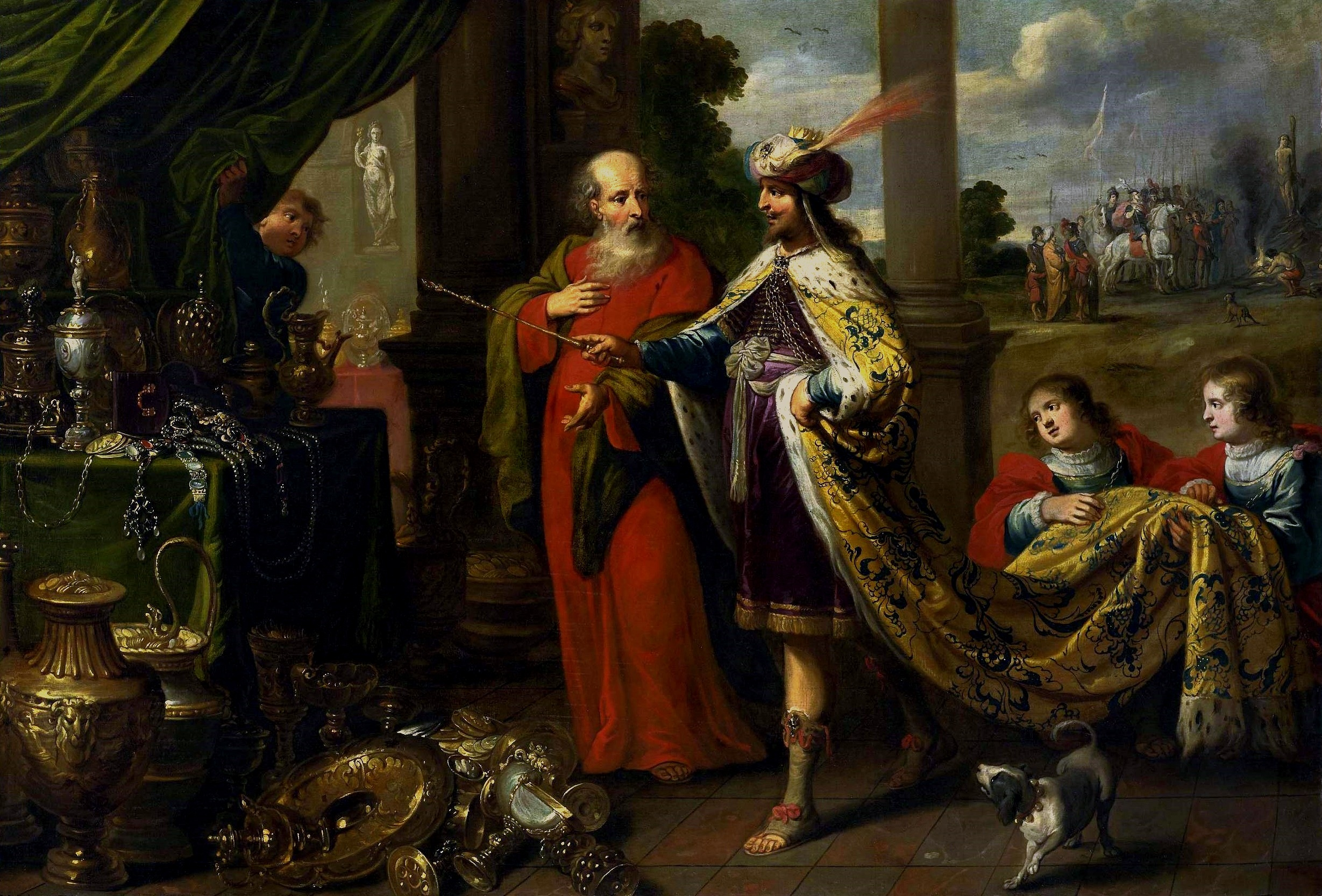
Гаспар ван ден Хукке. Крёз показывает свои сокровища Солону, 1630-е годы

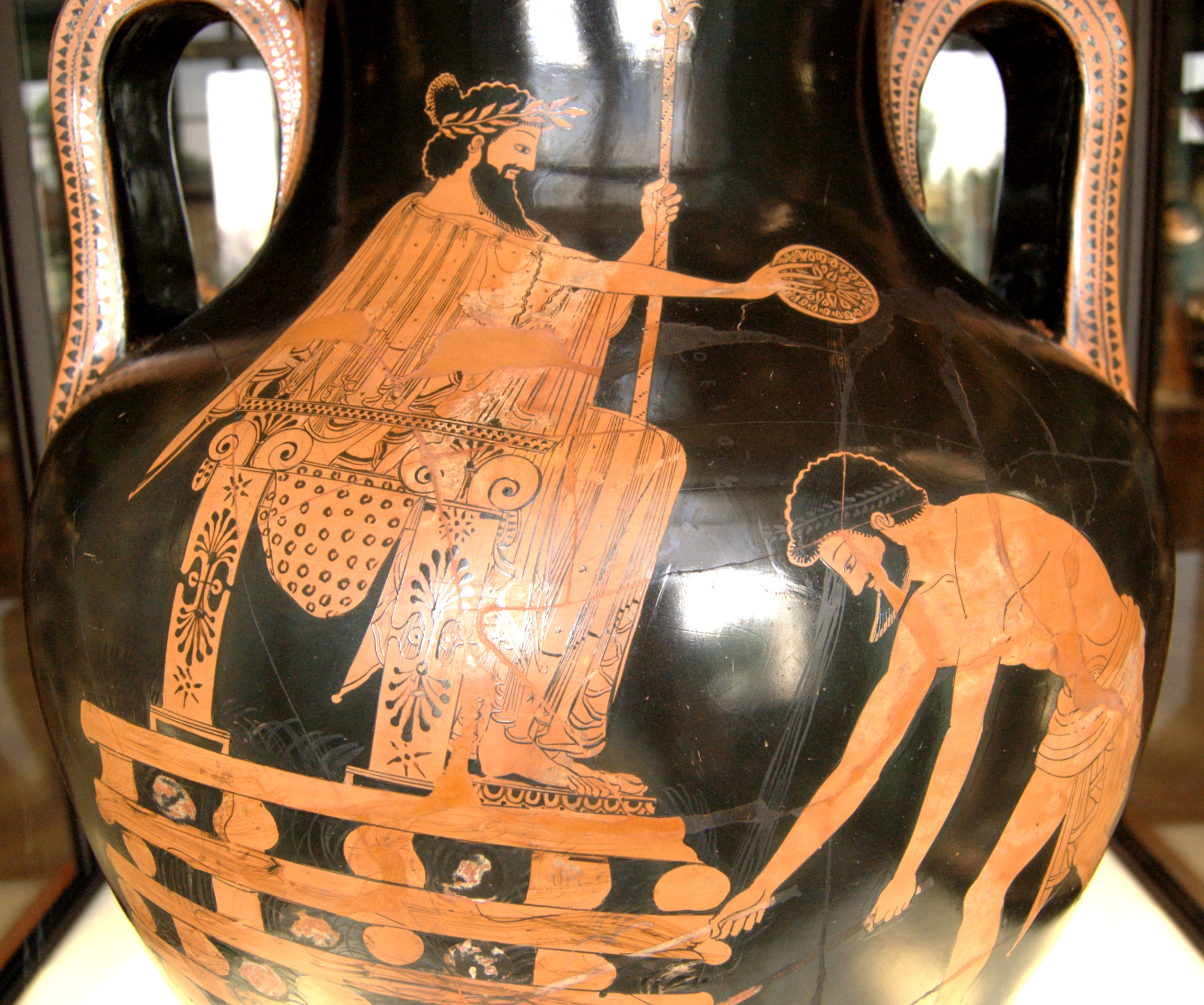
Крёз на костре. Аттическая краснофигурная роспись на амфоре, Лувр

Крёз (Крез, Крес; лидийск. 𐤨𐤭𐤬𐤥𐤦𐤮𐤠𐤮 Krowiśaś, др.-греч. Κροῖσος; 595—547 до н. э.) — последний царь Лидии из рода Мермнадов, правивший в 560—547 гг. до н. э. Считается, что Крёз одним из первых начал чеканить монету, установив стандарт чистоты металла (98 % золота или серебра) и гербовую царскую печать на лицевой стороне (голова льва и быка). По этой причине он слыл в античном мире баснословным богачом, его имя стало нарицательным.

## Правление
Последний лидийский монарх из династии Мермнадов, основанной Гигом, по смерти отца — Алиатта II (правил в 600—560 гг. до н. э.) — Крёз стал царём после непродолжительной борьбы со своим неполнородным братом.
Значительно расширил территорию Лидийского царства, подчинив греческие малоазийские города (Эфес, Милет и другие) и захватив почти всю западную часть Малой Азии до реки Галис.
В правление Крёза начали чеканить раздельно золотые и серебряные монеты. Из золота чеканили статер весом в 12 вавилонских гиру или около 10,915 грамм (1 гиру ≈ 0,9096 грамм) и монету в 3/4 статера — тригемидрахму весом соответственно в 9 вавилонских гиру или около 8,18625 грамм, а из серебра чеканили драхму равную по весу 6 вавилонским гиру или около 5,4575 грамм. 1 золотая тригемидрахма обменивалась на 20 серебряных драхм, что соответствовало соотношению цен золота и серебра (рацио), равному в тот период 1 к ~13,33.
Богатство Крёза вошло в поговорку, о нём сложилось много легенд. Согласно одной из них, Крёз спросил греческого мудреца Солона, когда тот однажды посетил столицу Лидии Сарды: можно ли считать владельца столь великих богатств поистине наисчастливейшим из смертных? На что Солон ответил: «Никого нельзя назвать счастливым прежде его смерти». Эта встреча упоминается во многих античных источниках, но невозможна по хронологическим соображениям. Крёз вступил на престол около 560 г. до н. э., а Солон был в Сардах на четверть века раньше. Разговор Солона и Крёза описан, в частности, у Плутарха:

Крёз спросил его, знает ли он человека счастливее его. Солон отвечал, что знает такого человека: это его согражданин Телл. Затем он рассказал, что Телл был человек высокой нравственности, оставил по себе детей, пользующихся добрым именем, имущество, в котором есть всё необходимое, погиб со славой, храбро сражаясь за отечество. Солон показался Крёзу чудаком и деревенщиной, раз он не измеряет счастье обилием серебра и золота, а жизнь и смерть простого человека ставит выше его громадного могущества и власти. Несмотря на это, он опять спросил Солона, знает ли он кого другого после Телла, более счастливого, чем он. Солон опять сказал, что знает: это Клеобис и Битон, два брата, весьма любившие друг друга и свою мать. Когда однажды волы долго не приходили с пастбища, они сами запряглись в повозку и повезли мать в храм Геры; все граждане называли её счастливой, и она радовалась; а они принесли жертву, напились воды, но на следующий день уже не встали; их нашли мёртвыми; они, стяжав такую славу, без боли и печали узрели смерть. «А нас, — воскликнул Крёз уже с гневом, — ты не ставишь совсем в число людей счастливых?». Тогда Солон, не желая ему льстить, но и не желая раздражать ещё больше, сказал: «Царь Лидийский! Нам, эллинам, бог дал способность соблюдать во всём меру; а вследствие такого чувства меры и ум нам свойствен какой-то робкий, по-видимому, простонародный, а не царский, блестящий. Такой ум, видя, что в жизни всегда бывают всякие превратности судьбы, не позволяет нам гордиться счастьем данной минуты и изумляться благоденствию человека, если ещё не прошло время, когда оно может перемениться. К каждому незаметно подходит будущее, полное всяких случайностей; кому бог пошлёт счастье до конца жизни, того мы считаем счастливым. А называть счастливым человека при жизни, пока он ещё подвержен опасностям, — это всё равно, что провозглашать победителем и венчать венком атлета, ещё не кончившего состязания: это дело неверное, лишённое всякого значения».
В действительности, судя по хронологии, Солона должен был принимать отец Крёза, царь Алиатт (ещё большие хронологические нестыковки вызывает сообщение Геродота о визите к Крёзу другого афинского политика Алкмеона). Возможно, что афинский законодатель общался и с самим Крёзом, в то время царевичем. Есть предположение, что Солон посвятил царевичу одну из своих элегий, которая и могла стать источником аберрации для позднейших авторов.
Ещё одну легенду рассказывает Геродот — согласно с ней, у Крёза было два сына: глухонемой калека и превосходивший своих сверстников Атис, о смерти которого от железного копья приснился сон его отцу. Испугавшийся Крёз более не отпускал сына в военные походы. Однако тот якобы всё равно нашёл свою смерть, когда был случайно убит копьём фригийского царевича Адраста (сына Гордия и внука Мидаса; изгнанного из Фригии за непредумышленное убийство брата), которое тот метнул в свирепого кабана, терроризировавшего население вокруг Малого Олимпа в Мизии. Глухонемой же сын, по утверждению Геродота, позднее исцелился чудесным образом: когда при штурме Сард персидский воин собирался поразить Креза, сын от страха за отца вдруг обрел дар речи и воскликнул: «Человек, не убивай Креза!».
Крёз был эллинофилом, стремился приобщить Лидию к греческой культуре и посылал щедрые дары в греческие храмы (Дельфы, Эфес). Так, общегреческому святилищу в Дельфах он преподнёс статую льва из чистого золота. Крёзу же был обязан своим освобождением из плена лампсакийцев тиран Херсонеса Фракийского Мильтиад Старший.

## Завоевание Лидии персами
Крёз воевал с персидским царём и основателем империи Ахеменидов Киром II, который, покорив Мидию, решил завоевать лежащие к западу от неё страны.
Ещё до войны стремительное возвышение Персии встревожило Крёза, и он стал думать над тем, как бы ему ослабить нового могущественного соседа. Затем он решил отправить своих послов ко всем известным оракулам в Греции (Дельфы, Абы, Додона, Амфиарай, Трофоний и Бранхиды) и Египте (оракул Аммона в Ливии). Сначала Крёз хотел проверить проницательность оракулов. Поэтому он велел своим послам отправляться к оракулам и на сотый день после их отъезда из Лидии спросить, что делает лидийский царь. Послы записали ответы каждого оракула и поехали обратно, в Сарды. Правдивыми оказались только ответы из Дельф и Амфиарая. Лишь эти оракулы правильно ответили на вопрос, что он делает — он разрубил черепаху и ягнёнка и варил их в медном котелке, накрытом медной крышкой.
Затем Крёз посылал дары в Дельфы, надеясь умилостивить бога Аполлона. После этого царь отправил послов в Дельфы и к Амфиараю с вопросом, стоит ли ему идти войной на персов. Оба оракула дали ответ, что если он пойдёт на персов, то сокрушит великое царство (как оказалось впоследствии, своё собственное). Также оракулы посоветовали ему заключить союз с самым могущественным греческим полисом. Крёз обрадовался и подумал, что если начнёт войну с Киром, то сокрушит его державу. Также лидийский царь заключил союз с египетским фараоном Амасисом II и вавилонским монархом Набонидом.
Крёз стал узнавать, какой из греческих полисов самый могущественный, и ему ответили, что Спарта и Афины — самые могущественные греческие города-государства. Поразмыслив, лидийский царь решил заключить союз со Спартой. Когда он отправил послов в Спарту, спартанцы согласились и заключили союз с Лидией.
Затем лидийский царь напал на Каппадокию, которая раньше входила в состав Мидии, а теперь Персии. Он переправился через пограничную реку Галис — чтобы облегчить переправу войска, он по совету философа и учёного Фалеса Милетского, выступавшего как его военный инженер, отвёл часть её вод в канал; вместе с тем, тот же Фалес предостерёг своих соотечественников-милетян от заключения военного союза с Лидией против Персии. После этого он захватил город Птерию, разбил там лагерь и сделал базой для походов на города и деревни Каппадокии. Кир между тем собрал войско и двинулся к Птерии.
Первое сражение между персами и лидийцами произошло под стенами Птерии, города в Каппадокии. Оно продолжалось целый день и закончилось безрезультатно. Но поскольку лидийское войско численно уступало войску Кира, Крёз решил отступить к Сардам, чтобы подготовиться к новому наступлению. Он отправил послов к своим союзникам, — Египту, Вавилону и Спарте — просьбу о помощи, предлагая явиться к Сардам через 5 месяцев. Лидийский царь думал, что Кир не пойдёт сразу же в наступление после такой нерешительной битвы, и даже распустил наёмников. Однако Кир энергично преследовал противника и неожиданно появился со всей своей армией под стенами лидийской столицы.
На большой равнине Тимбре перед городом произошло второе решающее сражение, в котором, по сообщению Ксенофонта, храбро сражавшийся египетский отряд согласился сдаться персам в обмен на гарантии не использовать их в войне против Крёза как их друга. После этой крупной битвы (силы лидийцев Ксенофонт оценивает в 420 тыс. человек, а персов — в 196 тыс. человек, явно завышая оба числа) лидийцы и их союзники египтяне были разбиты, и остатки их отрядов заперлись в Сардах. Город был сильно укреплён, но персам удалось найти тайную тропу, которая вела к городскому акрополю, и внезапным ударом захватить крепость всего через 14 дней после начала осады.

## Судьба Крёза

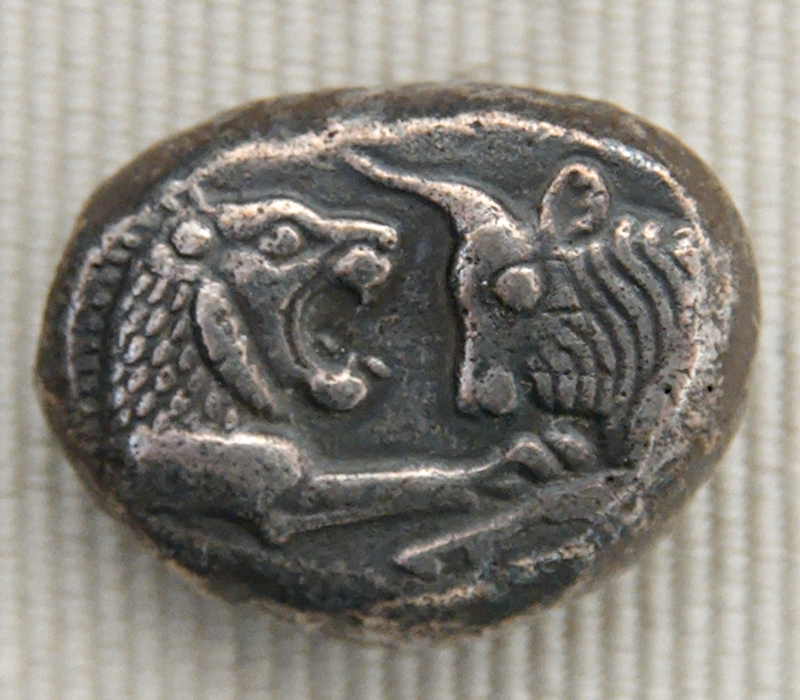
Серебряный статер Крёза (крезоид), лицевая сторона:
протомы льва и быка

Столица Лидии пала, а сам Крёз был взят в плен (546 до н. э.). По одной версии (Геродот и большинство древнегреческих историков), Крёз был приговорён к сожжению, но помилован Киром; по другой (древневосточные клинописные источники, если в повреждённом фрагменте «Хроники Набонида» речь идёт о завоевании Лидии) — казнён.
Согласно одной из легенд, пленённый Крёз перед казнью на костре воззвал к Солону, вспомнив его слова. Кир потребовал объяснить, что это значит; услышав рассказ Крёза о разговоре с мудрецом, он был настолько поражён, что отдал приказ потушить костёр (в рассказе Геродота Крёзу приписываются также следующие слова, обращённые к Киру: «Ведь нет столь неразумного человека, который предпочитает войну миру. В мирное время сыновья погребают отцов, а на войне отцы — сыновей»). Но пламя разгорелось настолько, что приказ Кира уже нельзя было выполнить. В этот момент бог Аполлон, к которому обращался Крёз, обрушил на землю ливень, который и затушил пламя (поздние легенды рассказывают, что спасший его Аполлон и унес Крёза в страну бессмертных гипербореев).
Согласно другой легенде, пленённый Крёз сказал Киру после взятия Сард следующие слова: «Если ты победил, а твои солдаты грабят Сарды, то они грабят твоё имущество». Этим Крёз остановил разграбление своей бывшей столицы.
Греческие источники утверждают, что Кир не просто помиловал Крёза, но и усадил рядом с собой, великодушно назначив его своим советником. Крёз якобы принимал участие в неудачном походе Кира против массагетов (в котором персидский император пал от руки воительницы Томирис) и подсказал персидскому войску несколько хитростей. Согласно этой версии, Крёз продолжал служить и преемнику Кира — Камбису II. В оде Вакхилида даже утверждается, что бог Аполлон (Феб) унёс Крёза и его дочерей на покой в края гиперборейцев.
Некоторые современные историки, например Стефани Уэст, считают, что Крёз действительно погиб на костре, а историю о его спасении — не более чем легендой, аналогичной повествованиям об Ахиакаре. Канадский историк Джеймс Аллан Стюарт Эванс указывает, что ни греки, ни вавилоняне не знали наверняка, что случилось с Крёзом.
Судьба Крёза занимала авторов и в новое, и в новейшее время. Ему посвящены написанная в начале XVIII века опера «Крёз» немецкого композитора Райнхарда Кайзера на основе драмы итальянского автора Николо Минато и трагедия в пяти актах «Крёз, царь лидийский» Альфреда Бейта Ричардса, впервые опубликованная в 1845 году. Лев Толстой пересказывал посвящённые Крёзу отрывки Геродота и Плутарха в «Крёзе и судьбе», вошедшем в сборник 1886 года «Царь Крез и учитель Солон и другие рассказы». Из современных авторов к истории Крёза обращается Тим Лич в исторических романах «Последний царь Лидии» (The Last King of Lydia) и «Царь и раб» (The King and The Slave).
По причине вошедших в поговорку богатств Крёза ему изначально приписали Карунское сокровище, на деле относящееся к VII веку до н. э. В XIX веке была распространена и идентификация одного из богатейших людей Персидской империи лидийца Пифия как внука Крёза. В честь лидийского царя названа крупная бабочка Орнитоптера крез.